# パース・グローリーFC
パース・グローリー・フットボール・クラブ (英語: Perth Glory Football Club) は、オーストラリアの西部、西オーストラリア州の州都パースをホームタウンとする、オーストラリアプロサッカーリーグ（Aリーグ）に加盟するプロサッカークラブ。

## 概要
1996年発足。1996/97シーズンからオーストラリアン・ナショナルサッカーリーグに参戦。2005年に開幕したAリーグには、初年度から参戦している。
本拠地のパースはオーストラリア大陸の南西部に位置し、Aリーグの他のクラブとは地理的に離れている。一番近い南オーストラリア州のアデレード・ユナイテッドFCでも2000km以上離れている。
2024年2月16日にオーストラリアの不動産開発・建設企業であるペリグラ・グループがオーナー企業となった。

## タイトル

### 国内タイトル
- オーストラリアン・ナショナルサッカーリーグ
  - レギュラーシーズン：3回
    - 1999-2000, 2001-2002, 2003-2004

  - ファイナルシリーズ：2回
    - 2002-2003, 2003-2004
- Aリーグ
  - レギュラーシーズン：1回
    - 2018-2019

### 国際タイトル
なし

## 過去の成績

### NSL
| 年度    | レギュラーシーズン | ファイナルシリーズ |
| ------- | ------------------ | ------------------ |
| 1996-97 | 7位                | ─                  |
| 1997-98 | 8位                | ─                  |
| 1998-99 | 3位                | 3位                |
| 1999-00 | 1位                | 2位                |
| 2000-01 | 3位                | 5位                |
| 2001-02 | 1位                | 2位                |
| 2002-03 | 2位                | 優勝               |
| 2003-04 | 1位                | 優勝               |

### Aリーグ
| 年度    | レギュラーシーズン | ファイナルシリーズ |
| ------- | ------------------ | ------------------ |
| 2005-06 | 5位                | ─                  |
| 2006-07 | 7位                | ─                  |
| 2007-08 | 7位                | ─                  |
| 2008-09 | 7位                | ─                  |
| 2009-10 | 5位                | 初戦敗退           |
| 2010-11 | 10位               | ─                  |
| 2011-12 | 3位                | 2位                |
| 2012-13 | 6位                | 初戦敗退           |
| 2013-14 | 8位                | ─                  |
| 2014-15 | 7位                | -                  |
| 2015-16 | 5位                | 初戦敗退           |
| 2016-17 | 5位                | 準決勝敗退         |
| 2017-18 | 8位                | -                  |
| 2018-19 | 1位                | 2位                |
| 2019-20 | 6位                | 準決勝敗退         |

### 国際大会
- AFCチャンピオンズリーグ2020：グループステージ敗退

## 現所属メンバー
2021年11月28日現在 
注：選手の国籍表記はFIFAの定めた代表資格ルールに基づく。
| No. | Pos. |                | 選手名                           |
| --- | ---- | -------------- | -------------------------------- |
| 1   | GK   | オーストラリア | ブラッド・ジョーンズ             |
| 2   | DF   | オーストラリア | アーロン・カルヴァー             |
| 4   | DF   | オーストラリア | ルーク・ボドナー                 |
| 5   | DF   | オーストラリア | ジョナサン・アスプロポタミティス |
| 6   | MF   | オーストラリア | オサマ・マリク                   |
| 7   | FW   | スペイン       | アドリアン・サルディネロ         |
| 8   | DF   | 日本           | 太田宏介                         |
| 9   | FW   | オーストラリア | ブルーノ・フォルナローリ         |
| 10  | FW   | アイルランド   | アンディ・キーオ                 |
| 12  | GK   | オーストラリア | キャメロン・クック               |
| 13  | MF   | オーストラリア | ブランドン・オニール             |
| 14  | DF   | オーストラリア | ジャック・クリスビー             |
| 15  | FW   | イングランド   | ダニエル・スタリッジ             |

| No. | Pos. |                           | 選手名                       |
| --- | ---- | ------------------------- | ---------------------------- |
| 18  | MF   | オーストラリア            | ダニエル・スタインス         |
| 19  | MF   | オーストラリア            | カラム・ティミンス           |
| 20  | MF   | オーストラリア            | カルロ・アルミエント         |
| 21  | DF   | オーストラリア            | アントニー・バーク＝ギルロイ |
| 22  | DF   | オーストラリア            | ジョシュア・ローリンス       |
| 23  | MF   | オーストラリア            | ミッチェル・オックスボロー   |
| 24  | MF   | オーストラリア            | パシフィク・ニヨンガビレ     |
| 26  | MF   | オーストラリア            | ジョルダーノ・コッリ         |
| 28  | MF   | オーストラリア            | トレント・オスラー           |
| 29  | DF   | キュラソー (オランダ王国) | ダリル・ラフマン             |
| 31  | DF   | オーストラリア            | ダニエル・ウォルシュ         |
| 33  | GK   | オーストラリア            | リアム・レディ               |
| 38  | FW   | オーストラリア            | キアラン・ブラムウェル       |

## 歴代監督
- スティーブ・マクマホン 2005
- アラン・ベスト 2005-2006 (代行)
- ロン・スミス 2006-2007
- デビット・ミッチェル 2007-2010
- イアン・ファーガソン 2010-2013

- アリステア・エドワーズ 2013
- ケニー・ロー 2013-2018
- トニー・ポポヴィッチ 2018-2020
- リチャード・ガルシア 2020-

## 歴代所属選手
- ダミアン・モリ 2000-2006
- マシュー・ビングリー 2003-2004
- ジェイド・ノース 2003-2004
- 石田博行 2005-2006
- スタン・ラザリディス 2006-2008
- ハイデン・フォックス 2007-2009
- ディーノ・ジュルビッチ 2007-2009, 2014-2017, 2018-2020
- タンドゥ・ベラフィ 2007-2011
- ヴィクトル・シコラ 2009-2012

- ジェイコブ・バーンズ 2009-2014
- ブランコ・イェリッチ 2009-2011
- ロビー・ファウラー 2010-2011
- 永井龍 2012-2013
- ウィリアム・ギャラス 2013-2014
- ミッチ・ニコルズ 2014-2015
- イバン・フラニッチ 2018-2020
- ジェームズ・メレディス 2019-2020